# Stephania mildbraedii
Stephania mildbraedii är en tvåhjärtbladig växtart som beskrevs av Friedrich Ludwig Diels. Stephania mildbraedii ingår i släktet Stephania och familjen Menispermaceae. Inga underarter finns listade i Catalogue of Life.